# Effelder
Effelder est une commune allemande située dans l'arrondissement d'Eichsfeld en Thuringe.

## Géographie

Situation d'Effelder dans l'arrondissement

Effelder est située dans le sud-est de l'arrondissement, dans le Haut-Eichsfeld (Obereichsfeld) au sud des collines du Westerwald, dans le Parc naturel de Eichsfeld-Hainich-Werratal. La commune, sise en bordure de l'arrondissement d'Unstrut-Hainich, fait partie de la Communauté d'administration Westerwald-Obereichsfeld et se trouve à 22 km au sud-est de Heilbad Heiligenstadt, le chef-lieu de l'arrondissement.
Communes limitrophes (en commençant par le nord et dans le sens des aiguilles d'une montre) : Wachstedt, Küllstedt, Büttstedt, Anrode, Rodeberg, Lengenfeld unterm Stein et Großbartloff.

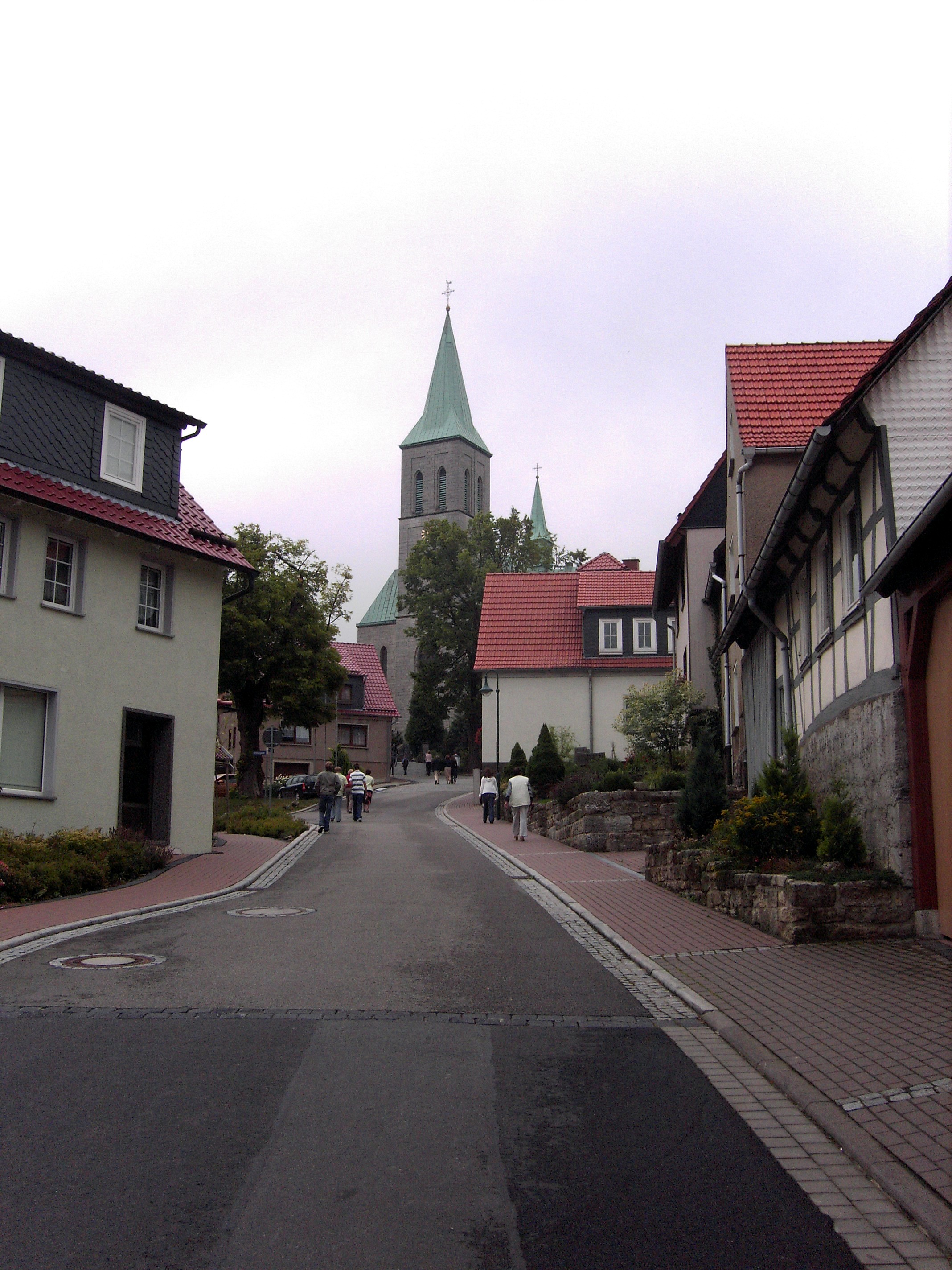
Rue du village avec l'église St Alban

## Histoire
La première mention écrite du village d'Effelder date de 1215 dans un document émanant de la cour du Pape Innocent III et faisant état des possessions de l'abbaye de Zella.
Effelder a appartenu à l'Électorat de Mayence de 1294 jusqu'en 1802 et à son incorporation à la province de Saxe dans le royaume de Prusse (cercle, puis arrondissement de Mühlhausen).
La commune fut incluse dans la zone d'occupation soviétique après la Seconde Guerre mondiale avant de rejoindre le district d'Erfurt en RDA jusqu'en 1990.

## Démographie
| 1910  | 1933  | 1939  | 1995  | 2000  | 2005  | 2010  |
| ----- | ----- | ----- | ----- | ----- | ----- | ----- |
| 1 407 | 1 569 | 1 740 | 1 510 | 1 459 | 1 360 | 1 321 |